# Distretto di Recta
Il distretto di Recta è un distretto del Perù nella provincia di Bongará (regione di Amazonas) con 231 abitanti al censimento 2007 dei quali 80 urbani e 151 rurali.
È stato istituito il 20 luglio 1946.